# جولو (سودان)
جولو یک منطقهٔ مسکونی در سودان است که در دارفور غربی واقع شده‌است.